# Чемпионат России по конькобежному спорту 1904
Чемпионат России по конькобежному спорту в классическом многоборье 1904 года — 16-й чемпионат России, который прошёл в феврале 1904 года в Москве на катке «Чистые пруды». В первенстве принимали участие только мужчины.
Чемпионом России стал москвич Николай Седов, серебряным призёром — В. Домашнев (Москва).
С 1895 года чемпион определялся по итогам выступления на двух дистанциях 1500 и 5000 метров. Забеги осуществлялись парами. Для завоевания звания чемпиона России необходимо было победить на обеих дистанциях.

## Результаты чемпионата
| место     | спортсмен                                     | город  | 1500 м     | 5000 м      |
| --------- | --------------------------------------------- | ------ | ---------- | ----------- |
| 1         | Николай Седов                                 | Москва | 2.50,2 (1) | 9.55,0 (1)  |
| 2         | В. Домашнев                                   | Москва | 2.51,0 (2) | -           |
| без места | А. Борисов (в других источниках — Б. Борисов) | Москва | -          | 10.40,0 (2) |